# Enterprise (Guyana)
Enterprise es una localidad de Guyana en la región Demerara-Mahaica. 

## Demografía
Según censo de población 2002 contaba con 3162 habitantes. La estimación 2010 refiere a 3322 habitantes.